# Reinhold Kaiser

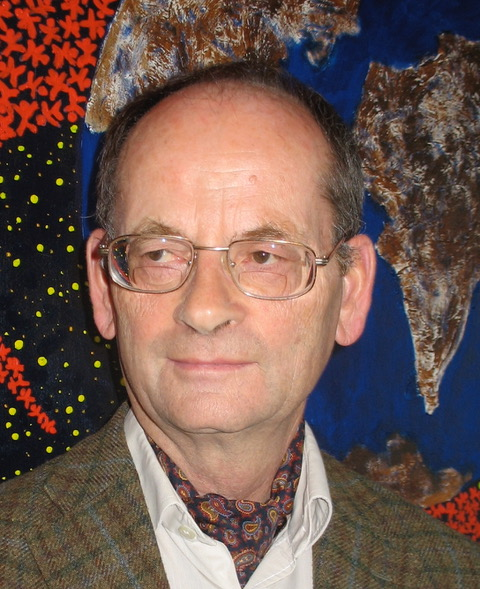
Reinhold Kaiser, aufgenommen 2011 von Marie-Thérèse Kaiser-Guyot

Reinhold Kaiser (* 5. Januar 1943 in Wuppertal) ist ein deutscher Historiker.
Reinhold Kaiser studierte von 1962 bis 1968 Romanistik und Geschichte an den Universitäten Köln, Dijon, Poitiers und Bonn. Er legte 1968 in Bonn das Staatsexamen ab. Dort wurde er 1971 bei Eugen Ewig promoviert mit der Arbeit Civitas und Diözese Soissons in römischer und merowingischer Zeit. In den Jahren 1968 bis 1974 war Kaiser als Lehrbeauftragter an der Universität Paris X und als Assistent für mittelalterliche Geschichte an der Universität Lille III tätig. 1978 wurde er habilitiert mit der Arbeit über Bischofsherrschaft zwischen Königtum und Fürstenmacht. Kaiser hatte von 1981 bis 1990 eine Professur an der Universität-Gesamthochschule Essen. Ab 1990 lehrte er als Professor bis zu seiner Emeritierung 2006 frühmittelalterliche Geschichte an der Universität Zürich, ab 1997 als ordentlicher Professor. 2011 wurde ihm die Ehrendoktorwürde der Universität Nancy 2 verliehen.
Seine Forschungsschwerpunkte sind das Frankenreich, mittelalterliche Warenzeichen/Tuchplomben, die Geschichte der Alemannen, die frühmittelalterliche Stadtgeschichte, die Geschichte von Stadt und Kanton Zürich, die Geschichte Churrätiens im frühen Mittelalter, Weinkultur, Trunkenheit und Gewalt im Mittelalter, Geschichte der Burgunder, die Autobiographie des Guibert de Nogent, das Chronicon Universale Anonymi Laudunensis. Für die Enzyklopädie deutscher Geschichte veröffentlichte er 1993 einen Band über das römische Erbe und das Merowingerreich. Er veröffentlichte fünfzig Jahre nach der letzten, noch stark rechtsgeschichtlich geprägten Darstellung der frühmittelalterlichen Geschichte Rätiens im Jahr 1998 eine neue Darstellung zur Geschichte Churrätiens im frühen Mittelalter. Kaiser veröffentlichte 2014 im dritten Band der Neuen Fischer Weltgeschichte einen Überblick zur Spätantike und frühen Mittelalter. Der Beitrag erschien in französischer Fassung 2021 (als Taschenbuch 2023).

## Schriften (Auswahl)
- Le Monde méditerranéen etl’Europe au Bas-Empire et au haut Moyen Âge (IVe–XIe siècle) (= Bibliothèque d’histoire médiévale. Bd. 29). Classiques Garnier, Paris 2021, ISBN 978-2-406-11940-1 (Taschenbuchausgabe: Paris 2023, ISBN 978-2-406-14401-4).
- Guibert von Nogent, Monodiae – ‚Einzelgesänge‘. Bekenntnisse und Memoiren eines Abtes aus Nordfrankreich, 2 Teilbände (= Fontes Christiani. Bd. 77/1 und 77/2). Eingeleitet, übersetzt und herausgegeben von Reinhold Kaiser und Anne Liebe. Herder, Freiburg u. a. 2019, ISBN 978-3-451-32929-6.
- Die Mittelmeerwelt und Europa in Spätantike und Frühmittelalter (= Neue Fischer Weltgeschichte. Bd. 3). S. Fischer, Frankfurt am Main 2014, ISBN 978-3-10-010823-4. (Französische Übersetzung von Marie-Thérèse Kaiser-Guyot unter dem Titel Le Monde méditerranéen et l'Europe au Bas-Empire et au haut Moyen Âge (IVe-XIe siècle) (= Bibliothèque d’histoire médiévale n° 29). Classiques Garnier, Paris 2021, ISBN 978-2-406-11940-1.
- mit Sebastian Scholz: Quellen zur Geschichte der Franken und der Merowinger. Vom 3. Jahrhundert bis 751. Kohlhammer, Stuttgart 2012, ISBN 978-3-17-022008-9.
- Die Burgunder (= Kohlhammer-Urban-Taschenbücher. Bd. 586). Kohlhammer, Stuttgart 2004, ISBN 3-17-016205-5.
- mit Marie-Thérèse Kaiser-Guyot: Trunkenheit und Gewalt im Mittelalter. Böhlau, Köln u. a. 2002, ISBN 3-412-02502-X.
- Churrätien im frühen Mittelalter. Ende 5. bis Mitte 10. Jahrhundert. Herausgegeben vom Institut für Kulturforschung Graubünden, Chur, in Verbindung mit dem Südtiroler Kulturinstitut, Bozen. Schwabe, Basel 1998, ISBN 3-7965-1064-7 (2., überarbeitete und ergänzte Auflage. Schwabe, Basel 2008, ISBN 978-3-7965-1064-9).
- Die Franken: Roms Erben und Wegbereiter Europas? (= Historisches Seminar. NF Bd. 10). Schulz-Kirchner, Idstein 1997, ISBN 3-8248-0030-6.
- mit Marie-Thérèse Kaiser-Guyot: Documentation numismatique de la France médiévale. Collections de monnaies et sources de lʾhistoire monétaire (= Documentations et recherches.). Saur, München u. a. 1982, ISBN 3-598-10330-1.
- Bischofsherrschaft zwischen Königtum und Fürstenmacht. Studien zur bischöflichen Stadtherrschaft im westfränkischen-französischen Reich im frühen und hohen Mittelalter (= Pariser historische Studien. Bd. 17). Röhrscheid, Bonn 1981, ISBN 3-7928-0424-7 (Zugleich: Bonn, Universität, Habilitations-Schrift, 1978/1979) (Digitalisat).
- Untersuchungen zur Geschichte der Civitas und Diözese Soissons in römischer und merowingischer Zeit (= Rheinisches Archiv. Bd. 89). Röhrscheid, Bonn 1973, ISBN 3-7928-0347-X (Teilweise zugleich: Bonn, Universität, Dissertation, 1971).
- Das römische Erbe und das Merowingerreich (= Enzyklopädie deutscher Geschichte. Bd. 26). Oldenbourg, München 1993, ISBN 3-486-55783-1 (Mehrere Auflagen).